# Tankoulounga
Tankoulounga är en ort i Burkina Faso.   Den ligger i provinsen Province du Bam och regionen Centre-Nord, i den centrala delen av landet, 120 km norr om huvudstaden Ouagadougou. Tankoulounga ligger 326 meter över havet och antalet invånare är 289.
Terrängen runt Tankoulounga är platt. Närmaste större samhälle är Kongoussi, 16,7 km söder om Tankoulounga.
Trakten runt Tankoulounga består i huvudsak av gräsmarker. Runt Tankoulounga är det ganska glesbefolkat, med 50 invånare per kvadratkilometer.